# Peperomia undeninervia
Peperomia undeninervia är en pepparväxtart som beskrevs av C. Dc.. Peperomia undeninervia ingår i släktet peperomior, och familjen pepparväxter. Inga underarter finns listade i Catalogue of Life.